# تپه سفال کوشکک
تپه سفال کوشکک مربوط به دوره تاریخی است و در شهرستان تربت جام، بخش مرکزی - دهستان جامرود، ۳۰۰ م شرق روستای کوشکک واقع شده و این اثر در تاریخ ۱۶ اسفند ۱۳۸۴ با شمارهٔ ثبت ۱۴۳۲۰ به‌عنوان یکی از آثار ملی ایران به ثبت رسیده‌است.